# 김영진 (1947년)
김영진(金泳鎭, 1947년 11월 17일 ~ )는 대한민국의 농민운동가, 정치인이다. 본관은 도강이며, 전라남도 강진군 출신이다.
제13·14·15·16·18대 국회의원, 제53대 농림부 장관이다.

## 생애
도암초등학교, 도암중학교, 강진농업고등학교를 졸업하고 고향의 농협에서 근무하다가 13대 총선을 앞두고 이우정, 박영숙, 임채정 등의 재야인사들과 함께 평화민주당에 입당해 정계에 입문했고, 이후 16대 총선까지 내리 4선을 기록한 뒤 참여정부 초대 농림부 장관을 지냈다. 18대 총선에서 광주광역시 서구을에서 당선되어 18대 국회의원을 역임했다. 과학벨트 호남권유치위원장과 5.18민주화운동 기록물 유네스코 세계기록유산 등재 추진위원장을 맡아 일부 연구단과 예산 확보에 일정 정도 기여했다는 평가를 받고 있다. 최근 일부 보수단체의 등재 반대 움직임에 정면으로 맞서 5.18민주화운동 기록물을 유네스코 기록유산으로 등재 성사 시켰다.

## 학력
- 도암국민학교 졸업
- 도암중학교 졸업
- 강진농업고등학교 졸업
- 전남대학교 행정대학원 행정학 수료

## 일화
- 그는 1993년 우루과이 라운드로 인해 미국산 농산물이 대한민국에 전면 유입될 위기에 처하자 협상이 매조지되고 있던 스위스 제네바로 날아가 유럽 공동체 공관 앞에서 대한민국 국회 농림해양수산위원회 소속 국회의원들과 함께 삭발을 하고 문민정부의 성급한 협상을 성토하며 단식 농성을 펼쳤는데, 삭발한 그의 모습이 극우주의자들과 비슷하는 이유로 스위스 경찰에 연행되는 굴욕을 겪었다.

- 일본의 인터넷 속어인 "반성즙"(일본어: 反省汁, はんせいしる 한세이시루[*])라는 말은 그에게서 유래했다. 이는 그가 2001년 4월 일본 후소샤판 역사교과서 왜곡에 항의하기 위해 일본 국회의사당 앞에서 벌인 1인 시위에서 사용한 피켓에 쓰여 있던 잘못된 문구에서 유래된 유행어로서 주로 2채널을 중심으로 한 인터넷을 중심으로 한동안 화제가 되었다. 그가 든 항의 피켓에는 "일본은 반성하라!" ("日本は反省しろ!")라는 의미의 문구가 새겨져 있었는데, "~하라"를 의미하는 단어인 しろ(시로)가 이와 비슷한 글자인 しる(시루)로 잘못 표기되는 바람에 "日本は反省しる！"라는 이상한 문장이 되고 말았다. しる(시루)는 즙이나 국물을 뜻하는 일본어 단어이기 때문에 이 문장은 "일본은 반성즙!" 또는 "일본은 반성국물!"이라는 이상한 일본어 문장이 되고 말았다. 이 광경이 일본 텔레비전에 전해지면서 심각하고 진지한 항의에 어울리지 않는 문구가 일본에서 반향을 불러 일으켰고 이후 인터넷을 중심으로 널리 유행어가 되었다. 이 때문에 그는 일본에서 "반성즙 아저씨" 또는 "반성국물 아저씨"(일본어: 反省汁おじさん 한세이시루오지산[*])이라는 별명을 얻게 되었다. 그리고 일본의 웹사이트 2채널에서는 상대에게 사죄를 요구하거나 명령형을 뜻하는 しろ가 しる로 쓰는 것이 문법처럼 굳어지게 되었다.

- 중화민국 103주년 개국기념회에 참여하여 중화민국과 대한민국의 긴밀한 인연을 강조하였다.

## 역대 선거 결과
|  | 40.46% |

|  | 45.70% |

|  | 51.48% |

|  | 35.9% |

|  | 35.61% |

|  | 72.52% |

## 소속 정당
| 소속 정당 | 소속 정당      | 소속 기간 | 비고           |
| --------- | -------------- | --------- | -------------- |
|           | 평화민주당     | 1987~1991 | 창당 정계 입문 |
|           | 신민주연합당   | 1991      | 당명 변경      |
|           | 민주당         | 1991~1995 | 합당           |
|           | 무소속         | 1995      | 탈당           |
|           | 새정치국민회의 | 1995~2000 | 창당           |
|           | 새천년민주당   | 2000~2005 | 합당           |
|           | 민주당         | 2005~2007 | 당명 변경      |
|           | 중도통합민주당 | 2007      | 합당           |
|           | 무소속         | 2007      | 탈당           |
|           | 대통합민주신당 | 2007~2008 | 창당           |
|           | 통합민주당     | 2008      | 합당           |
|           | 민주당         | 2008~2011 | 당명 변경      |
|           | 민주통합당     | 2011~2012 | 합당           |
|           | 무소속         | 2012~현재 | 탈당 정계 은퇴 |

## 같이 보기
- 강진군·완도군
- 강진군의 국회의원
- 완도군의 국회의원
- 대한민국 제16대 국회의원 선거 새천년민주당 후보 목록#비례대표
- 서구 을 (2004년 광주 선거구)
- 광주 서구의 국회의원
- 대한민국의 농림축산식품부 장관